# Trofeo Laigueglia 2022
La 59e édition du Trofeo Laigueglia, une course cycliste masculine sur route, a lieu le 2 mars 2022 en Italie. La course, disputée sur 202 kilomètres, fait partie du calendrier UCI ProSeries 2022 (deuxième niveau mondial) en catégorie 1.Pro et de la Coupe d'Italie de cyclisme sur route 2022. 

## Équipes participantes
Vingt-cinq équipes sont inscrites dont huit UCI WorldTeams.
| WorldTeams (8)- AG2R Citroën Team - Astana Qazaqstan Team - Cofidis - Groupama-FDJ - Ineos Grenadiers - Intermarché-Wanty-Gobert Matériaux - Trek-Segafredo - UAE Team Emirates ProTeams (7)- B&B Hotels-KTM - Bardiani-CSF-Faizanè - Bingoal Pauwels Sauces WB - Drone Hopper-Androni Giocattoli - Eolo-Kometa - Equipo Kern Pharma - Arkéa-Samsic Équipes continentales (8)- Beltrami TSA-Tre Colli - Biesse-Carrera - General Store-Essegibi-F.lli Curia - MG.K Vis Colors For Peace VPM - Colpack-Ballan - Team Corratec - Team Qhubeka - Work Service-Vitalcare-Dynatek Équipe nationale- Italie |
| |

## Classements

### Classement final
| \| Classement général \| Classement général \| Classement général \| Classement général \| Classement général \| \| Coureur \| Coureur \| Pays \| Équipe \| Temps \| \| ------------------ \| ------------------- \| ------------------ \| ---------------------------------- \| ------------------ \| \| 1er \| Jan Polanc \| Slovénie \| UAE Team Emirates \| 5 h 02 min 25 s \| \| 2e \| Juan Ayuso \| Espagne \| UAE Team Emirates \| + 2 s \| \| 3e \| Alessandro Covi \| Italie \| UAE Team Emirates \| + 2 s \| \| 4e \| Lorenzo Rota \| Italie \| Intermarché-Wanty-Gobert Matériaux \| + 2 s \| \| 5e \| Carlos Rodríguez \| Espagne \| Ineos Grenadiers \| + 8 s \| \| 6e \| Victor Lafay \| France \| Cofidis \| + 24 s \| \| 7e \| Diego Ulissi \| Italie \| UAE Team Emirates \| + 32 s \| \| 8e \| Giulio Ciccone \| Italie \| Trek-Segafredo \| + 32 s \| \| 9e \| Quentin Pacher \| France \| Groupama-FDJ \| + 32 s \| \| 10e \| Clément Champoussin \| France \| AG2R Citroën Team \| + 32 s \| |                     |          |                                    |                 |
| |                     |          |                                    |                 |
| Source : ProCyclingStats |                     |          |                                    |                 |
| Classement général |                     |          |                                    |                 |
| Coureur | Coureur             | Pays     | Équipe                             | Temps           |
| 1er | Jan Polanc          | Slovénie | UAE Team Emirates                  | 5 h 02 min 25 s |
| 2e | Juan Ayuso          | Espagne  | UAE Team Emirates                  | + 2 s           |
| 3e | Alessandro Covi     | Italie   | UAE Team Emirates                  | + 2 s           |
| 4e | Lorenzo Rota        | Italie   | Intermarché-Wanty-Gobert Matériaux | + 2 s           |
| 5e | Carlos Rodríguez    | Espagne  | Ineos Grenadiers                   | + 8 s           |
| 6e | Victor Lafay        | France   | Cofidis                            | + 24 s          |
| 7e | Diego Ulissi        | Italie   | UAE Team Emirates                  | + 32 s          |
| 8e | Giulio Ciccone      | Italie   | Trek-Segafredo                     | + 32 s          |
| 9e | Quentin Pacher      | France   | Groupama-FDJ                       | + 32 s          |
| 10e | Clément Champoussin | France   | AG2R Citroën Team                  | + 32 s          |

### Classements UCI
La course attribue des points au classement mondial UCI 2022 selon le barème suivant :
| Position           | 1er | 2e  | 3e  | 4e  | 5e | 6e | 7e | 8e | 9e | 10e | 11e | 12e | 13e | 14e | 15e | 16e à 30e | 31e à 40e |
| Classement général | 200 | 150 | 125 | 100 | 85 | 70 | 60 | 50 | 40 | 35  | 30  | 25  | 20  | 15  | 10  | 5         | 3         |